# East Ferris
East Ferris è un comune nel nord-est Ontario, Canada, situato tra Trout Lake e il lago di Nosbonsing nel distretto di Nipissing. Le principali comunità all'interno di East Ferris sono Astorville e Corbeil. Nel luglio 2005, Astorville ha ospitato il primo Campionato di Hockey Ontario Ball. Nel novembre dello stesso anno, la stessa è stata una delle nove comunità che hanno votato per accettare o meno i finanziamenti privati per un centro di salute.
Corbeil si trova sul fiume La Vase, a sud del capolinea dell'autostrada 17 ed è la sede degli uffici municipali. Ci sono anche più piccole zone residenziali del comune, note come Road e Derland Lago Nosbonsing.
La maggior parte dei residenti di Est Ferris lavora in città. La biblioteca comunale si trova in Astorville.
Un famoso negozio a Corbeil è il Voyer's Red and White Store. È attualmente di proprietà di Mike Voyer, ma è stato della sua famiglia per più di quattro generazioni. Nel 2005, ha subito diverse ristrutturazioni in modo da ospitare anche un piccolo ristorante, il Leo's Restaurant) chiamato così in onore del padre di Voyer. In occasione del Canada Day 2006, un franchising di un'importante marca di liquori è stato assegnato al Voyer's.
Una celebre fumettista canadese Lynn Johnston, vive e lavora a Corbeil.
Le cinque gemelle Dionne (le prime sopravvissute a un parto plurigemellare) sono nate in una fattoria vicino a Corbeil nel maggio 1934. Sempre Corbeil è stata la residenza di Marie-Louise Meilleur, una supercentenaria morta a 117 anni nel 1998. È stata la persona vivente più longeva del mondo per gli ultimi otto mesi della sua vita e tuttora rimane la canadese più anziana mai esistita e la quinta nel mondo. Visse nella casa di cura Nipissing Manor, che fu la stessa ad ospitare le gemelle Dionne: Annette, Cécile, Emilie, Marie, Yvonne.